# Discoclaoxylon pubescens
Discoclaoxylon pubescens är en törelväxtart som först beskrevs av Ferdinand Albin Pax och Käthe Hoffmann, och fick sitt nu gällande namn av Arthur Wallis Exell. Discoclaoxylon pubescens ingår i släktet Discoclaoxylon och familjen törelväxter.
Artens utbredningsområde är Annobón. Inga underarter finns listade i Catalogue of Life.